# Sede gestatória

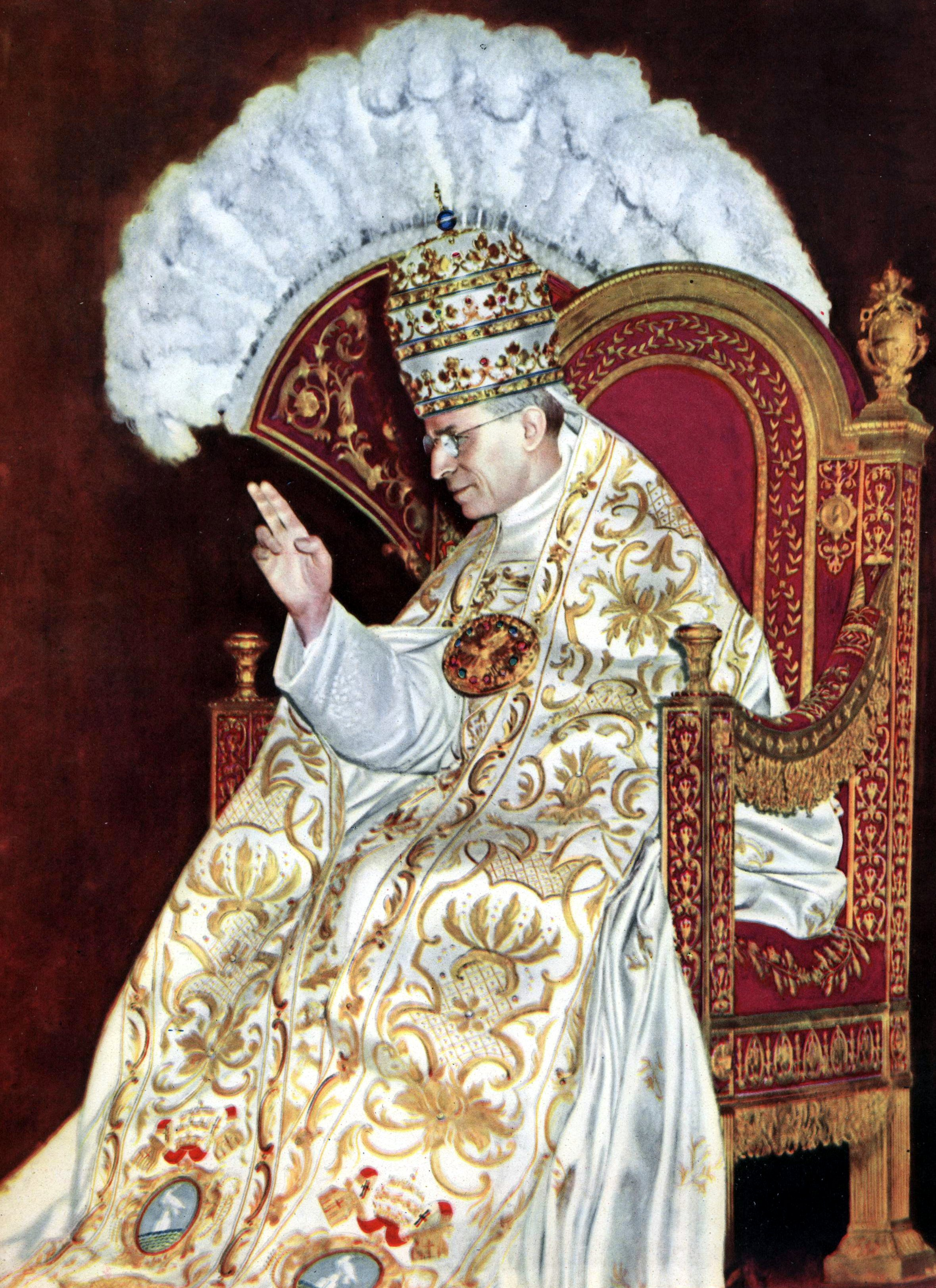
Foto digitalizada do Papa Pio XII usando a sedia gestatoria em 1939, juntamente com a tiara papal e o mantum, os paramentos pontíficios mais proeminentes.

A Sede Gestatória (do latim sedes gestatoria; "cadeira para transporte", "liteira") é um trono portátil usado para se carregar os Papas. Muitas vezes fala-se em italiano: sedia gestatoria. Este trono consiste em uma cadeira de braços, ricamente adornada, coberta de seda vermelha e ornatos de ouro (as cores de Roma), com o brasão do papa reinante, apoiada num supedâneo, com dois anéis dourados de cada lado por onde passam duas varas.
Era carregada por doze homens (sediários ou palafreneiros, em italiano: sediari ou palafrenieri), que usavam opas e librés de brocados vermelhos. Dois grandes leques (flabelos) feitos com penas de avestruz eram carregados ao lado da sede gestatória, sendo estes leques já mencionados nas Constitutiones Apostolicae (VIII, 12).
Para além do Papa também o Patriarca de Lisboa tem o privilégio da Sede Gestatória (privilégio único no mundo), a ser usada unicamente como Trono Pontifical. A Sede Gestatória e os leques de avestruz outrora usados pelos Cardeais-Patriarcas de Lisboa podem ser actualmente observados no Museu do Cabido da Sé Catedral Metropolitana Patriarcal de Lisboa. O último Patriarca a usá-la foi o célebre Cardeal Cerejeira, que pontificou entre 1929 e 1971, em sinal de obrigação hierárquica visto que o Papa não usava a sua.

## Origem e evolução

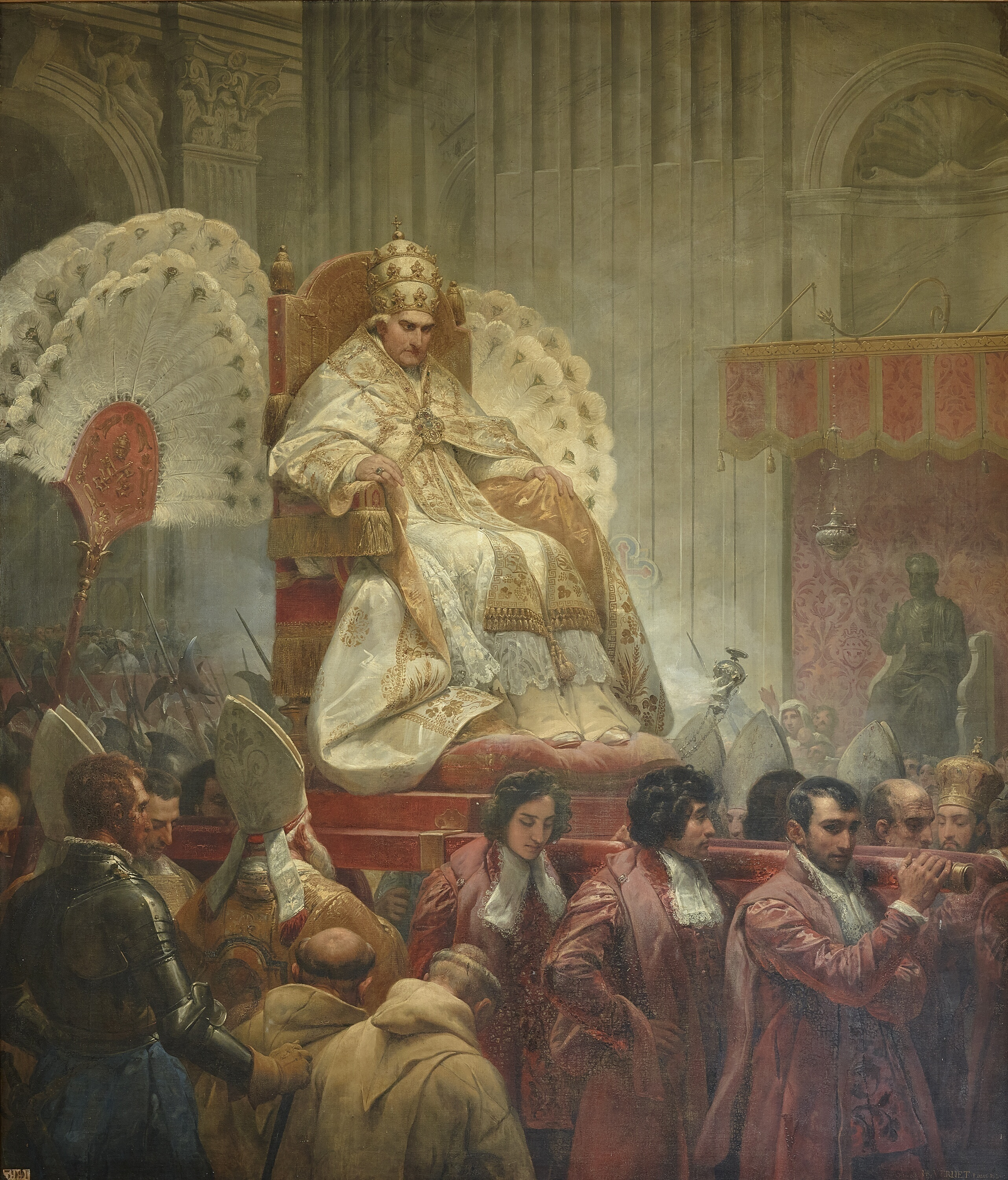
Pintura do Papa Pio VIII usando a sedia gestatoria, de Horace Vernet.

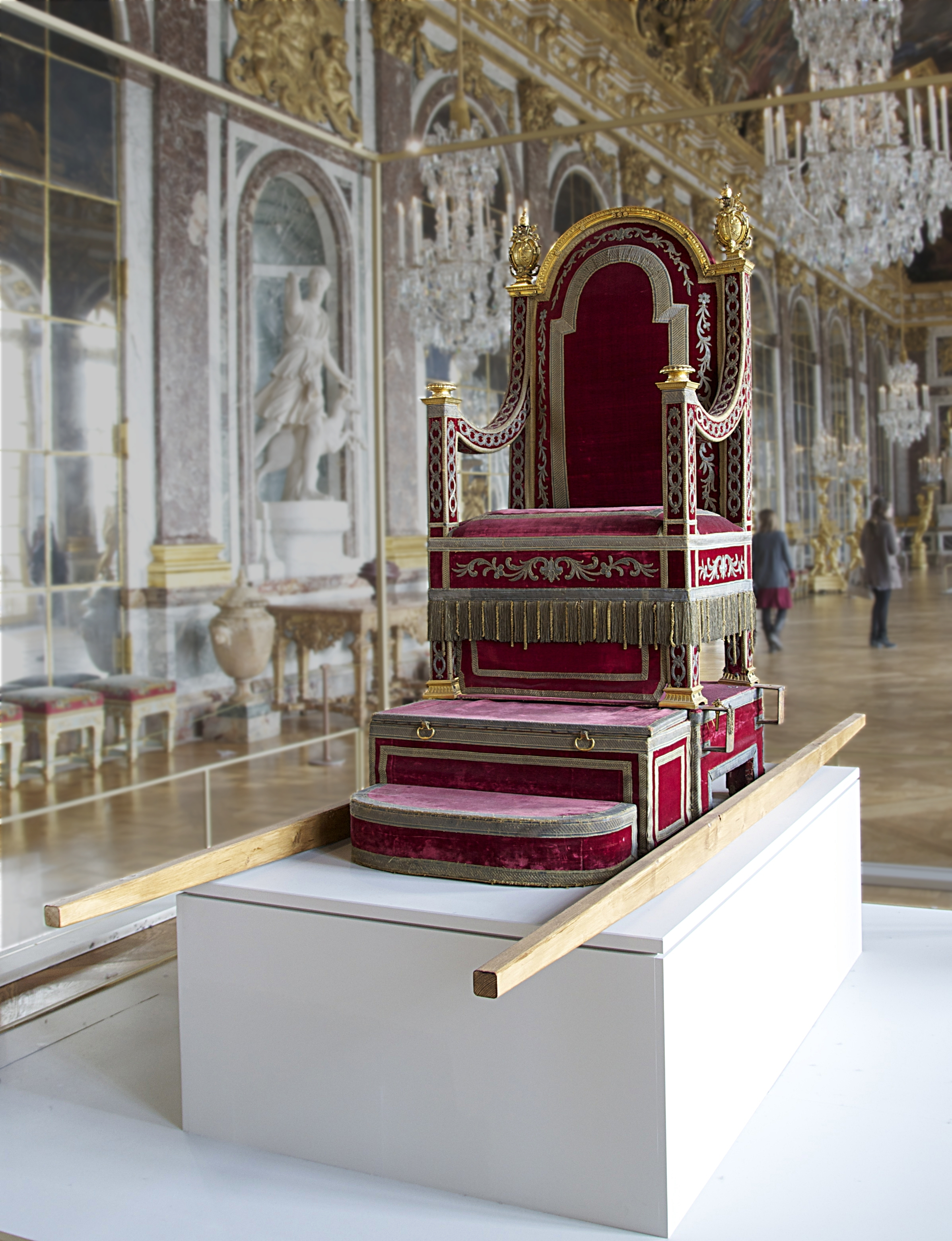
A sedia gestatoria do Papa Pio VII, atualmente em exposição no Palácio de Versailles.

O costume de se carregar os vencedores de batalhas sobre seus escudos é imemorial. É muito antiga a tradição de se carregar, triunfalmente, os Papas logo que eleitos, e mesmo alguns bispos até a sua igreja; e pode ser comparada ao uso da sede curul (Sedis Curulis), da antiga Roma, onde eram carregados os cônsules recém-eleitos, através da cidade.
Enódio, bispo de Pávia, falecido em 521, diz: "Gestatoriam sellam apostolicae confessionis" (Apologia pro Synodo - P.L., LXIII, 206; "Corpus Script. eccl.", VI, Viena, 1882, 328), referindo-se à Cátedra de São Pedro, ainda hoje conservada na abside da Basílica Vaticana, uma poltrona de madeira, com braços, móvel, decorada com marchetaria de marfim, com dois anéis na parte inferior de cada lado.
A sede gestatória foi usada principalmente para carregar os Papas, por aproximadamente um milênio, em cerimônias solenes na Basilica de São João de Latrão e na Basílica de São Pedro no Vaticano.
Quando o Papa deveria carregar o Santíssimo Sacramento, uma mesa era ajustada e o trono retirado, ficando o Papa ajoelhado num genuflexório.

## Terminação de uso
O último papa a usá-la foi o Papa João Paulo I, por ocasião do início de seu pontificado, para que a multidão pudesse vê-lo melhor, embora posteriormente tivesse abandonado seu uso, deixando aos seus sucessores o direito de decidir ou não a sua reintrodução (tal como com o uso ou não da Tiara papal). Nos últimos anos de pontificado de João Paulo II e devido ao crescente declínio da sua saúde, foi usada uma plataforma sobre rodas para transportar este Papa. Ao ser consultado por membros da Corte Pontifícia sobre uma possível reintrodução da Sede Gestatória, o Papa Bento XVI revelou na altura não ser sua intenção voltar a usá-la, enquanto tivesse saúde para caminhar.